# 사트르
사트르(고대 노르드어: þáttr)는 13세기 ~ 14새기에 아이슬란드에서 쓰여진 단편소설들이다. "사트르"란 사전적 의미로는 밧줄이나 실의 "가닥(thread)"이라는 뜻이며, 복수형은 세티르(고대 노르드어: þættir)라 한다.
세티르는 대부분 두 개의 필사본, 《곰팡이 핀 양피지》와 《평평한 섬의 서》에 보존되어 있다.

## 같이 보기
- 노르드 신화
- 사가 (문학)